# Lasioglossum chloropus
Lasioglossum chloropus är en biart som först beskrevs av Morawitz 1894.  Lasioglossum chloropus ingår i släktet smalbin, och familjen vägbin. Inga underarter finns listade i Catalogue of Life.